# إيفا غرانادوس
إيفا غرانادوس (من مواليد 6 يناير 1975) هي اشتراكية ونقابية إسبانية من كتالونيا، نائب في برلمان كتالونيا منذ عام 2010.

## السيرة الشخصية
درست العلوم السياسية والإدارة في جامعة برشلونة، وحصلت على درجة الماجستير في الإدارة العامة وهي خبيرة في سوق العمل والحوار الاجتماعي في جامعة كومبلوتنسي بمدريد. تم ربطها بجامعة برشلونة في مجال البحث وحقوق الإنسان وتقديم المعلومات وتشجيع الشباب في مركز المعلومات والخدمات الطلابية في كاتالونيا.
هي عضوة في رعاية مؤسسة رافائيل كامبلانس المكرسة لنشر الفكر الاشتراكي الديمقراطي.

## الحياة السياسية
كانت عضوًا في جمعية الطلاب الشباب في كتالونيا. غرانادوس هو جزء من حزب الاشتراكيين في كتالونيا منذ عام 1999 في مجموعة باليجا في اتحاد بايكس يوبريغات.
انضمت إلى الاتحاد العام للعمال في كتالونيا، وكانت عضوًا في الأمانة الوطنية للاتحاد العام للعمال من 2002 إلى 2010. وقد مثلت الاتحاد العام للعمال كمستشارة ونائبة رئيس مجلس العمل الاقتصادي والاجتماعي في كتالونيا في خدمة الاحتلال في كتالونيا والميثاق الصناعي لمنطقة العاصمة برشلونة وخطة العاصمة الاستراتيجية لبرشلونة. كما كانت عضوًا في المجلس الاقتصادي والاجتماعي لإسبانيا، ودائرة التوظيف العامة للدولة، ومجلس الصندوق الاجتماعي الأوروبي.
في نوفمبر 2010 تم انتخابها نائبة في برلمان كتالونيا عن مقعد برشلونة، والتي أعادت المصادقة عليها في نوفمبر 2012. كانت نائبة المتحدث باسم المجموعة الاشتراكية في البرلمان الكتالوني ومن يناير 2013 إلى أغسطس 2015 تاريخ الحل من المجلس التشريعي العاشر والمتحدث باسم لجنة الرعاية الاجتماعية والأسرة والهجرة من مجموعتها البرلمانية.
منذ ديسمبر 2011 كانت عضوًا في المجلس التنفيذي في حزب الاشتراكيين بقيادة بيري نافارو، ومنذ يونيو 2014 بواسطة ميكيل إيسيتا، حيث كانت مسؤولة عن التماسك الاجتماعي.
في مارس 2015 كانت جزءًا من لجنة الترويج للمبادرة التشريعية الشعبية لدخل المواطنة المضمون، بدعم من شخصيات من المجال الثقافي وأكثر من 50 كيانًا اجتماعيًا ومدنيًا وسياسيًا لمطالبة الحكومة الكتالونية بمعالجة اقتراح القانون المتعلق بهذا الموضوع تم تنفيذه على وجه الاستعجال.
في يوليو 2015 أُعلن أنها ستحتل المرتبة 2 في قائمة حزب الاشتراكيين التي سيترأسها ميكيل إيسيتا في الانتخابات الإقليمية في 27 سبتمبر. احتلت المرتبة نفسها في قوائم الانتخابات الإقليمية في 21 ديسمبر 2017 بعد حل مجلس النواب تطبيقاً للمادة 155 من الدستور الإسباني.